# Gemeentelijke herindelingen in Nederland

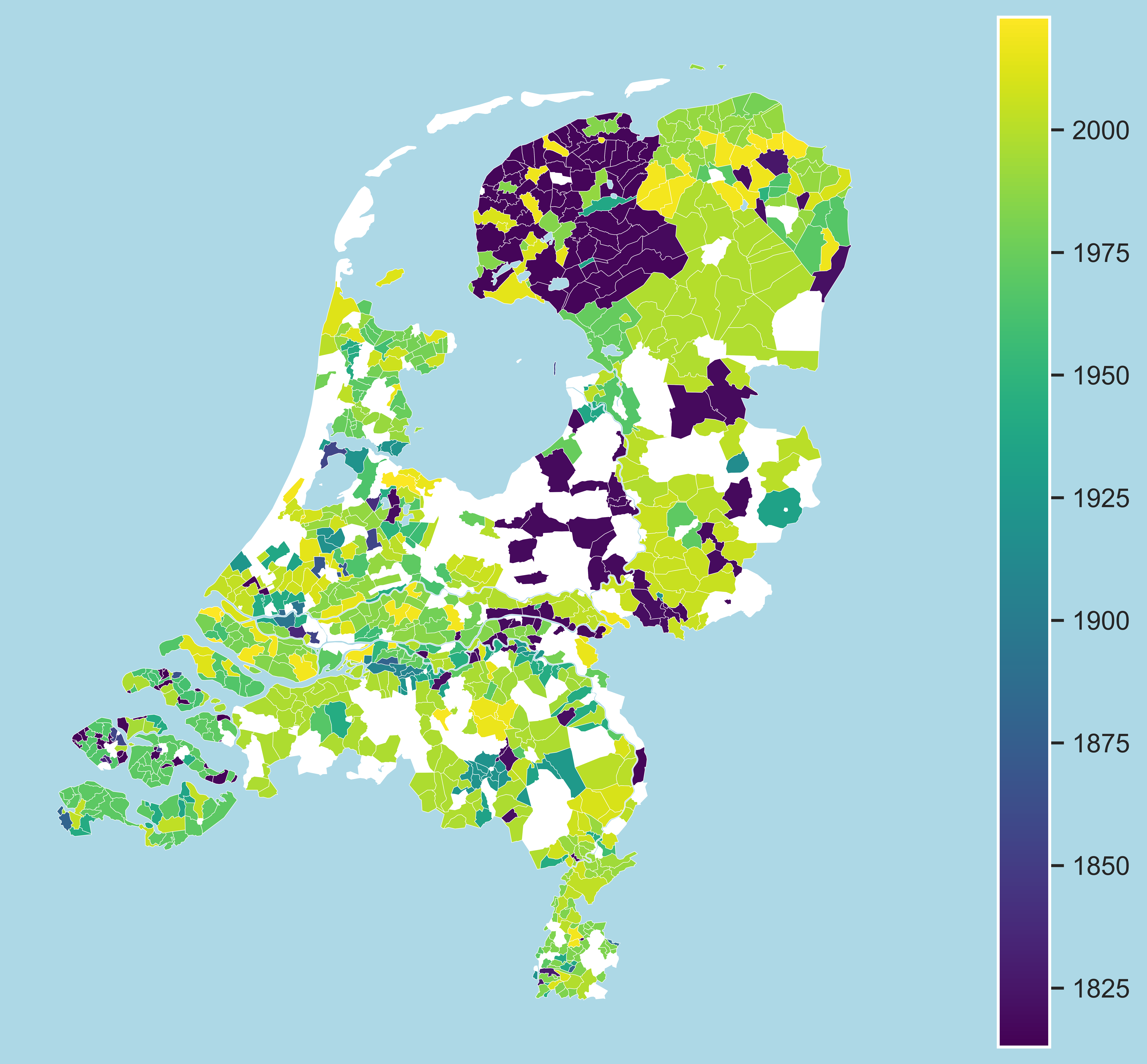
Kaart van Nederlandse gemeenten anno 1812, ingekleurd op basis van het jaartal waarop deze zijn opgeheven.

De geschiedenis van de gemeentelijke herindelingen in Nederland gaat terug tot het begin van de negentiende eeuw. Deze herindelingen worden vooral gedreven door een streven naar een minimumgrootte om de bestuurskracht te verhogen, maar geregeld ook vanwege de groei van een plaats. Aanvankelijk bleef het aantal herindelingen beperkt. Vanaf de jaren 1970 nam het aantal herindelingen toe, omdat men door decentralisatie meer bestuurskracht vereiste van gemeenten. Het aantal gemeenten is hierdoor teruggelopen van 1209 in 1851 naar 342 in 2023.

## Achtergrond

### Definitie
De in 1984 ingevoerde Wet algemene regels herindeling onderscheidt drie typen herindelingen. 
- Bij een reguliere samenvoeging worden alle betrokken gemeenten opgeheven en een nieuwe opgericht.
- Bij een lichte samenvoeging worden niet alle betrokken gemeenten opgeheven, maar worden de opgeheven gemeenten geïntegreerd met de niet opgeheven gemeenten.
- Bij een grenswijziging worden er geen gemeenten opgeheven, maar wordt het grondgebied van gemeenten gewijzigd waarbij het inwoneraantal van minstens één betrokken gemeente met 10% af- of toeneemt.

Wijzigingen van gemeentegrenzen waarbij geen sprake is van een minimale toe- of afname van 10% inwoneraantal worden "grenscorrecties" genoemd in de wet en vallen erbuiten.

### Geschiedenis
Vanwege een beveiligingsprobleem met de MediaWiki Graph-software is het momenteel niet mogelijk deze grafiek weer te geven. Zodra de software is bijgewerkt zal de grafiek vanzelf weer zichtbaar worden.
Op 1 mei 1798 werd voor het eerst het staatsrechtelijke begrip gemeente geïntroduceerd in Nederland, door de Staatsregeling voor het Bataafsche Volk. In 1811, toen Nederland onder Eerste Franse Keizerrijk viel, werd een minimumaantal inwoners ingesteld van 500 inwoners voor een gemeente, met als streven 2000 inwoners. Ondanks de wens om gemeenten samen te voegen, lukte dit niet systematisch op Nederlands grondgebied.
De gemeentewet van 1851 stelde een minimum in van 25 kiesgerechtigden per gemeenten, wat alleen belastingbetalende mannen waren. Binnen tien jaar verdwenen 74 gemeenten.
Het aantal gemeentelijke herindelingen nam snel toe vanaf 1970. Sinds de jaren 1970 heeft de Nederlandse overheid ingezet op decentralisatie, waarbij taken overgedragen werden aan de gemeenten. Omdat kleine gemeenten geacht werden onvoldoende bestuurskracht te hebben voor die taken, werd ingezet op het samenvoegen van gemeenten. Begin jaren 80 was daarom een inwoneraantal van minstens 5.000 nog de richtlijn bij herindelingen. In de jaren 90 kwamen er andere motieven bij. Door de discussie omtrent centrumgemeenten werd ook gekeken naar stedelijke en regionale voorzieningenniveau en stedenbouwkundige ontwikkelingen. Tijdens het kabinet-Kok II (1998-2002) werd het streven van het minimum aantal inwoners verhoogd naar 25.000.
Tijdens de Tweede Kamerverkiezingen 2002 was Pim Fortuyn voor het afschaffen van gemeentelijke herindelingen. Onder invloed van de LPF besloot het kabinet-Balkenende I om herindelingen niet meer van bovenaf op te leggen. Geplande herindelingen werden afgelast en alleen de herindeling in de Achterhoek mocht doorgaan. Desalniettemin leidde dit beleid tijdens de kabinetten Balkenende (2002-2010) nauwelijks tot een daling van het aantal samenvoegingen.
Tijdens kabinet-Rutte II (2012-2017) werd wederom een groot aantal taken gedecentraliseerd, vooral in het sociaal domein. Minister van Binnenlandse Zaken Ronald Plasterk riep toen zelfs op tot een minimumaantal van 100.000 inwoners, maar moest dit later nuanceren.

### Steun onder bevolking
Het fuseren van gemeenten is vaak weinig populair onder inwoners, vooral vanuit kleine gemeenten die bij grote gemeenten gevoegd werden. De mening van de bevolking werd in het verleden genegeerd, zelfs bij referenda. Een voorbeeld is de herindeling van Vleuten-De Meern bij Utrecht. In 1996 werd daar een volksraadpleging gehouden, waarin bij een opkomst van 83%, 98% van de bevolking zich tegen herindeling uitsprak. Toch vond per 1 januari 2001 de herindeling plaats.
Hoewel het huidige beleid erop gericht is dat herindelingen alleen plaatsvinden met goedkeuring van de gemeenten zelf, kan het toch nog voorkomen dat een gemeente tegen haar zin wordt heringedeeld, bijvoorbeeld als de zogenoemde 'bestuurskracht' van een kleine gemeente onvoldoende blijkt te zijn. Er gaan nog geregeld stemmen op voorstedelijke gemeenten in met name de Randstad (bijvoorbeeld Diemen, Rijswijk of Schiedam) desnoods gedwongen in te lijven bij grote steden.

### Gevolgen
Uit onderzoek van de Centrum voor onderzoek van de economie van de lagere overheden (Coelo) in 2014 bleek dat gemeentelijke herindelingen niet leidden tot kostenbesparingen. Na een herindeling daalt de opkomst bij gemeenteraadsverkiezingen met gemiddeld 2,5 procent.

## Gemeenten waar onderhandeld wordt over een herindeling
- Gelderland:
  - De meeste partijen in de gemeenteraad van Renkum concluderen vanwege de werkdruk en financiële problemen na onderzoek dat een fusie met Wageningen of Arnhem of opsplitsing van de gemeente de meest logische stap is.[10]
  - De gemeenten Doesburg, Duiven, Westervoort en Zevenaar hebben uitgesproken voornemens om samen te gaan in één Liemerse gemeente. De gemeenteraden hebben principebesluiten genomen, waarna een herindelingsontwerp volgt. De fusie moet ingaan per 1 januari 2029.[11]
- Noord-Holland:
  - Vanwege gebrek aan bestuurskracht van de verschillende gemeenten was de inzet van de provincie om per 1 januari 2021 Hilversum en Wijdemeren alsmede Huizen, Blaricum en Laren samen te voegen. In november 2018 is dit besluit ingetrokken in verband met het nieuwe herindelingskader van het ministerie van Binnenlandse Zaken en Koninkrijksrelaties.[12] In 2023 heeft de gemeenteraad van Wijdemeren besloten toch te komen tot een gemeentelijke herindeling.[13] De gemeente Stichtse Vecht bedankte daarvoor,[14] maar Hilversum en Gooise Meren hebben wel verder onderzoek uitgevoerd.[15] Op 10 juli 2024 namen de gemeenteraden van Hilversum en Wijdemeren het besluit om de fusie in gang te zetten. De gemeenteraden van Hilversum en Wijdemeren hebben op 27 maart 2025 het herindelingsadvies vastgesteld. Men gaat uit van 1 januari 2027 als fusiedatum.[16]
  - De gemeenten Landsmeer, Oostzaan en Wormerland gaan in het najaar van 2024 voor het eerst gezamenlijk onderzoek doen naar bestuurlijke samenwerking. Dit wordt gezien als een eerste stap richting een fusie, al is dit nog niet zeker. Oostzaan overweegt ook een fusie met Amsterdam, zoals bleek uit een commissievergadering in juni 2024, waarbij ook Zaanstad en Landsmeer mogelijke kandidaten zijn. Er is een werkgroep met vertegenwoordigers uit de drie gemeenteraden en een onafhankelijk voorzitter, een wens van de inwoners. Eind maart 2025 neigden Landsmeer en Oostzaan nog steeds naar een fusie, maar Wormerland bleef aarzelen.[17]

## Afgeblazen herindelingen sinds 2010
- Gelderland:
  - De gemeenten Doetinchem en Oude IJsselstreek onderzochten een fusie van de twee gemeenten per 1 januari 2016, maar begin 2013 zijn de plannen op de lange baan geschoven.[18]
  - Vanwege gebrek aan draagvlak gaat de fusie tussen Hattem, Heerde en Oldebroek niet door. De drie gemeenten koersten naar een fusie per 1 januari 2017.[19]
  - De gemeenten Zaltbommel en Maasdriel hebben een onderzoek laten doen naar hoe toekomstige samenwerking vorm kan krijgen. Het onderzoek adviseerde om per 2020 over te gaan tot een herindeling. Het nieuwe college van burgemeester en wethouders in Zaltbommel, dat in 2018 is aangetreden, ziet een bestuurlijke fusie niet zitten.[20]
  - De gemeenten Wijchen en Druten overwogen een bestuurlijke fusie, nadat op 2018 al een ambtelijke organisatie was opgericht. In het najaar van 2020 heeft een draagvlakmeting plaatsgevonden. De uitkomst hiervan was dat er in beide gemeenten te weinig draagvlak was om de plannen voort te zetten. Daarop is het plan ingetrokken door de colleges van beide gemeenten.[21]
  - De provincie drong er lang op aan dat de gemeente Scherpenzeel vanwege gebrek aan bestuurskracht zou fuseren met buurgemeente Barneveld. In Scherpenzeel was hier veel weerstand tegen.[22][23] In oktober 2021 heeft de demissionair minister van Binnenlandse Zaken besloten dat de fusie niet door zal gaan.[24] Tien jaar eerder werd een poging tot samenvoeging van de gemeenten Woudenberg, Renswoude (Utrecht) en Scherpenzeel na de val van het kabinet-Balkenende IV controversieel verklaard en in april 2011 verworpen.
  - Uit onderzoek is gekomen dat de gemeente Westervoort mogelijk niet zelfstandig verder kan. Samengaan met Arnhem of Duiven geldt als mogelijke oplossing. Begin 2022 besprak de gemeenteraad de conclusies van het rapport. In juni 2022 werden de fusieplannen stopgezet.[25]

- Groningen:
  - Veendam, Stadskanaal en Pekela hebben de mogelijkheid van samengaan van deze drie gemeenten onderzocht. Op 28 februari 2017 hebben de gemeenteraden van deze drie gemeenten hierover gestemd. Stadskanaal en Pekela stemden in meerderheid voor de fusie, Veendam bleek tegen. Deze herindeling is hiermee van de baan.[26]
- Limburg:
  - De fusie tussen Bergen, Gennep en Mook en Middelaar tot gemeente Maasduinen werd in april 2011 verworpen.
  - In het voorjaar van 2015 werd besloten dat een fusie tussen de gemeenten Brunssum en Landgraaf niet doorging.[27]
  - Voor de samenvoeging van Heerlen en Landgraaf per 1 januari 2019 had de ministerraad op 13 oktober 2017 ingestemd met de aanbieding van een herindelingsvoorstel aan de Raad van State. De meerderheid van de gemeenteraad van de gemeente Landgraaf was tegen deze herindeling gekant en daarom was het herindelingsadvies opgesteld door de provincie Limburg. Mede naar aanleiding van een negatief advies van de Raad van State heeft het kabinet op 8 december 2017 besloten de lopende procedure voor de voorgenomen herindeling te beëindigen. Het negatieve advies had met name te maken met de in zijn ogen onzorgvuldige procedure die de provincie heeft gevolgd in dit dossier. Het kabinet is van mening dat de bestuurskracht in de regio vergroot dient te worden en zal in de nabije toekomst kijken hoe dit kan worden bewerkstelligd.[28]
  - De gemeenten Maastricht, Meerssen en Valkenburg aan de Geul onderzochten hun bestuurlijke toekomst. De provincie voerde de regie over het onderzoek dat in januari 2018 klaar was. Conclusie toen dit onderzoek klaar was in januari 2018, was dat niet tot herindeling overgegaan moest worden.[29] De gemeente Meerssen koos toen voor bestuurlijke zelfstandigheid.[30] Echter in september 2020 gaven de wethouders van de gemeente Meerssen aan dat het voorgestelde alternatief voor volledige zelfstandigheid (regiesamenwerking met de gemeente Maastricht), niet haalbaar is en een fusie tussen Meerssen en Maastricht beter is.[31][32] De gemeenteraad van Meerssen was het hier echter niet mee eens en wil zelfstandig blijven, daarop zijn de wethouders opgestapt.
- Noord-Brabant:
  - Door de provincie werd aangestuurd om de gemeente Nuenen te laten fuseren met Eindhoven vanwege gebrek aan bestuurskracht. De gemeente zelf verzette zich hiertegen en wilde zelfstandig blijven. In een in 2018 in de gemeente gehouden referendum sprak ook een grote meerderheid van de stemmers zich uit tegen de aansluiting bij Eindhoven. Uiteindelijk hebben provinciale staten van de provincie Noord-Brabant op 22 februari 2019 tegen de gedwongen fusie van Nuenen met Eindhoven gestemd en is de procedure stopgezet.[33]
- Utrecht:
  - Sinds 2021 werd er gesproken over het mogelijk opheffen van de gemeente Lopik en deze te laten fuseren met een of meerdere buurgemeenten. Een hoofdreden was dat de gemeente Lopik te klein werd geacht om zelfstandig voort te blijven bestaan.[34][35] In juni 2022 werden de fusieplannen stopgezet.[36]
- Zuid-Holland:
  - De provincie stuurde aan op een fusie tussen de gemeenten Gouda en Waddinxveen per 1 januari 2014. Gouda was voor, Waddinxveen tegen. De provincie had ook de recente fusiegemeenten Zuidplas (2010) en Bodegraven-Reeuwijk (2011) in de discussie betrokken. In april 2012 werden de fusieplannen stopgezet.[37]